# Dushikou
Dushikou (独石口; Dúshíkǒu) är en strategisk passage och sektion av kinesiska muren och även namnet på det närliggande samhället. Dushikou ligger i dalen där Baifloden skär  Yanbergen 170 km nordväst om centrala Peking i norra delen av i Hebei i Kina. Namnet Dushikou ("ensamma stenens pass") kommer av den stora ensamma monolit som ligger i bergspasset.
Muren vid Dushikou uppfördes 1430 av Mingdynastins kejsar Xuande av packad jord, men fick stora skador 1449 i samband med Tumukrisen. Därefter reparerades och upprustades muren vid Dushikou i flera omgångar. En storskalig reparation gjordes 1582. Kinesiska muren vid Dushikou tillhörde Xuanfugarnisonens ansvarsområde.
1636 bröt manchuerna under ledning av Hong Taiji genom kinesiska muren vid Dushikou, och även sektioner av muren forcerades.